# Дарем, Джабриль
Джабриль Дарем (англ. Jabril Durham; род. 23 января 1994, Де-Сото, штат Техас, США) — американский профессиональный баскетболист, играющий на позиции разыгрывающего защитника.

## Карьера
В 2016 году Дарем окончил университет Арканзаса за который играл в конференции SEC I дивизиона NCAA. В последний год выступления в команде колледжа Джабриль набирал в среднем 6,2 очка и 6,3 передач.
Первым профессиональным клубом Дарема стал «Емтланд». В 37 играх чемпионата Швеции Джабриль набирал 14,9 очка, 6,3 передачи и 3,5 подбора.
В сезоне 2017/2018 Дарем выступал в венгерском клубе «ПВСК Пантерз», в составе которого набирал 16,7 очка, 7,1 передачи, 4,1 подбора и 1,5 перехвата.
Сезон 2018/2019 Дарем начинал в «Ретимнон Критан Кингз», но проведя 2 игры перешёл в ВЭФ. В составе латвийской команды Джабриль стал серебряным призёром Латвийско-эстонской баскетбольной лиги и чемпионом Латвии. В 8 матчах плей-офф чемпионата Латвии Дарем набирал в среднем 14,4 очка, 6,4 передачи, 3,6 подбора, 2,4 передачи и был признан «Самым ценным игроком» финала.
17 марта 2019 года в матче Единой лиги ВТБ против «Автодора» (89:78) Дарем отдал 16 передач, повторив рекорд сезона по передачам за матч.
В июле 2019 года Дарем стал игроком «Восток-65». В марте 2020 года Джабриль досрочно расторг контракт с сахалинским клубом по причине рекомендаций Государственного департамента США гражданам страны покинуть Европу в связи с пандемией коронавируса.

## Достижения
- Серебряный призёр Латвийско-эстонской баскетбольной лиги: 2018/2019
- Чемпион Латвии: 2019